# أدميرال (فلم)
أدميرال (الروسية: Адмиралъ) هو فيلم روسي إنتاج العام 2008 يحكي عن القائد البحري الروسي ألكسندر كولتشاك الذي قاد قوات الروس البيض ضد البلاشفة في الحرب الأهلية الروسية، ويحكي الفيلم أيضًا عن مثلث الحب الذي جمع الأدميرال وزوجته والشاعرة أنا تميريوفا.

## وصلات خارجية
- مقالات تستعمل روابط فنية بلا صلة مع ويكي بيانات